# Pirrolina-2-carbossilato reduttasi
La pirrolina-2-carbossilato reduttasi è un enzima appartenente alla classe delle ossidoreduttasi, che catalizza la seguente reazione:
L-prolina + NAD(P)+ ⇄ 1-pirrolina-2-carbossilato + NAD(P)H + H+
L'enzima riduce l'1-pirrolina-2-carbossilato a L-prolina, ma anche l'1,2-dideidropiperidina-2-carbossilato a L-pipecolato.